# Mistrovství Evropy juniorů v ledním hokeji 1996
Mistrovství Evropy juniorů v ledním hokeji 1996 byl 29. ročník této soutěže. Turnaj hostilo od 7. do 14. dubna ruské město Ufa. Hráli na něm hokejisté narození v roce 1978 a mladší.

## Výsledky

### Základní skupiny
| Poř. | Tým       | FIN | RUS | CZE | SVK | Z | V | R | P | Skóre | B |
| 1.   | Finsko    | —   | 3:3 | 2:0 | 5:3 | 3 | 2 | 1 | 0 | 10:6  | 5 |
| 2.   | Rusko     | 3:3 | —   | 4:4 | 6:2 | 3 | 1 | 2 | 0 | 13:9  | 4 |
| 3.   | Česko     | 0:2 | 4:4 | —   | 3:1 | 3 | 1 | 1 | 1 | 7:7   | 3 |
| 4.   | Slovensko | 3:5 | 2:6 | 1:3 | —   | 3 | 0 | 0 | 3 | 6:14  | 0 |

| Poř. | Tým       | SWE  | SUI | GER | BLR  | Z | V | R | P | Skóre | B |
| 1.   | Švédsko   | —    | 4:2 | 6:0 | 11:2 | 3 | 3 | 0 | 0 | 21:4  | 6 |
| 2.   | Švýcarsko | 2:4  | —   | 5:4 | 5:2  | 3 | 2 | 0 | 1 | 12:10 | 4 |
| 3.   | Německo   | 0:6  | 4:5 | —   | 4:3  | 3 | 1 | 0 | 2 | 8:14  | 2 |
| 4.   | Bělorusko | 2:11 | 2:5 | 3:4 | —    | 3 | 0 | 0 | 3 | 7:20  | 0 |

### Skupiny o konečné umístění
Vzájemné výsledky ze základních skupin se započetly celkům i do skupin o konečné umístění.
| Poř. | Tým       | RUS   | FIN   | SWE   | SUI   | Z | V | R | P | Skóre | B |
| 1.   | Rusko     | —     | (3:3) | 5:2   | 8:1   | 3 | 2 | 1 | 0 | 16:6  | 5 |
| 2.   | Finsko    | (3:3) | —     | 3:0   | 4:3   | 3 | 2 | 1 | 0 | 10:6  | 5 |
| 3.   | Švédsko   | 2:5   | 0:3   | —     | (4:2) | 3 | 1 | 0 | 2 | 6:10  | 2 |
| 4.   | Švýcarsko | 1:8   | 3:4   | (2:4) | —     | 3 | 0 | 0 | 3 | 6:16  | 0 |

| Poř. | Tým       | CZE   | GER   | SVK   | BLR   | Z | V | R | P | Skóre | B |
| 5.   | Česko     | —     | 8:0   | (3:1) | 10:1  | 3 | 3 | 0 | 0 | 21:2  | 6 |
| 6.   | Německo   | 0:8   | —     | 6:4   | (4:3) | 3 | 2 | 0 | 1 | 10:15 | 4 |
| 7.   | Slovensko | (1:3) | 4:6   | —     | 7:4   | 3 | 1 | 0 | 2 | 12:13 | 2 |
| 8.   | Bělorusko | 1:10  | (3:4) | 4:7   | —     | 3 | 0 | 0 | 3 | 8:21  | 0 |

 Bělorusko sestoupilo z elitní skupiny.

## Turnajová ocenění
|                            | Brankář      | Obránce          | Obránce       | Útočníci        | Útočníci      | Útočníci         |
| -------------------------- | ------------ | ---------------- | ------------- | --------------- | ------------- | ---------------- |
| Ceny direktoriátu IIHF     | Adam Svoboda | Andrej Zjuzin    | Andrej Zjuzin | Marcus Nilson   | Marcus Nilson | Marcus Nilson    |
| All-Star Tým (podle médií) | Mika Noronen | Pasi Petriläinen | Andrej Zjuzin | Sergej Samsonov | Marco Sturm   | Vladimir Antipov |

### Produktivita
|                     | G | A | B  |
| ------------------- | - | - | -- |
| Marco Sturm         | 5 | 6 | 11 |
| Andreas Morczinietz | 5 | 4 | 9  |
| Marcus Nilson       | 3 | 5 | 8  |
| Andrej Petrunin     | 1 | 7 | 8  |
| tři hráči           | 5 | 2 | 7  |

## Mistři Evropy - Rusko
Brankáři : Denis Chlopotnov, Konstantin Čaštšuchin

Obránci: Andrej Zjuzin, Sergej Simakov, Nikolaj Ignatov, Pavel Trachanov, Jurij Dolgov, Dmitrij Plechanov, Maxim Solovjov, Jevgenij Sapoškov

Útočníci: Oleg Kvaša, Andrej Petrunin, Sergej Samsonov, Dmitrij Vlasenkov, Jurij Babenko, Maxim Afinogenov, Vladimir Antipov, Jegor Michailov, Vadim Averkin, Andrej Zidjakin, Alexej Krovopuskov

## Česká reprezentace
Brankáři : Adam Svoboda, Petr Přikryl

Obránci: Pavel Skrbek, Tomáš Kaberle, Michal Rozsíval, Marek Posmyk, Petr Mudroch, Václav Benák, Jan Horáček

Útočníci: Josef Straka, Kamil Piroš, Pavel Kábrt, Michal Dvořák, Radek Procházka, Lubomír Korhoň, Richard Čihák, Miroslav Skála, Tomáš Myšička, Ivo Novotný, Patrik Štefan, Roman Pylner, Martin Tomášek

## Nižší skupiny

### B skupina
Šampionát B skupiny se odehrál v Tychách a v Sosnovci v Polsku, postup na mistrovství Evropy juniorů 1997 si vybojovali Ukrajinci. Do skupiny C sestoupilo Rumunsko.
1.  Ukrajina

2.  Dánsko

3.  Francie

4.  Norsko

5.  Polsko

6.  Itálie

7.  Maďarsko

8.  Rumunsko

### C skupina
Šampionát C skupiny se odehrál v Mariboru ve Slovinsku, vyhráli jej domácí. Naopak sestoupili Španělé.
1.  Slovinsko

2.  Rakousko

3.  Lotyšsko

4.  Estonsko

5.  Velká Británie

6.  Litva

7.  Chorvatsko

8.  Španělsko

### D skupina
Šampionát D skupiny se odehrál v Sofii v Bulharsku, vyhráli jej Nizozemci.
1.  Nizozemí

2.  Jugoslávie

3.  Izrael

4.  Bulharsko

5.  Turecko

6.  Řecko (vzdalo se účasti)